# U-251
Unterseeboot 251 foi um submarino alemão do Tipo VIIC, pertencente a Kriegsmarine que atuou durante a Segunda Guerra Mundial.
O submarino foi afundado no dia 19 de Abril de 1945 ao sul de Göteborg, por foguetes lançados de 8 aeronaves Mosquitos britânicos e noruegueses (Sqdn 235 & 248 & 143) causando a morte de 39 tripulantes e apenas 4 conseguiram sobreviver.

## Comandantes
| Comandante           | Data                                           |
| -------------------- | ---------------------------------------------- |
| Kptlt. Heinrich Timm | 20 de Setembro de 1941 - 1 de Setembro de 1943 |
| Oblt. Franz Säck     | 23 de Novembro de 1943 - 19 de Abril de 1945   |

## Carreira

### Subordinação
| 20 de Setembro de 1941 - 30 de Junho de 1942    | 6. Unterseebootsflottille  |
| 1 de Julho de 1942 - 31 de Maio de 1943         | 11. Unterseebootsflottille |
| 1 de Junho de 1943 - 30 de Junho de 1943        | 13. Unterseebootsflottille |
| 1 de Julho de 1943 - 30 de Novembro de 1943     | 24. Unterseebootsflottille |
| 1 de Dezembro de 1943 - 28 de Fevereiro de 1945 | 21. Unterseebootsflottille |
| 1 de Março de 1945 - 19 de Abril de 1945        | 31. Unterseebootsflottille |

### Patrulhas
|       | Comandante           | Partida     | Partida      | Chegada     | Chegada      | Dias     | Toneladas  |
| ----- | -------------------- | ----------- | ------------ | ----------- | ------------ | -------- | ---------- |
|       | Kptlt. Heinrich Timm | 18 Abr 1942 | Kiel         | 19 Abr 1942 | Kristiansand | 2 dias   |            |
| 1     | Kptlt. Heinrich Timm | 20 Abr 1942 | Kristiansand | 25 Abr 1942 | Kirkenes     | 6 dias   |            |
| 1     | Kptlt. Heinrich Timm | 29 Abr 1942 | Kirkenes     | 7 Mai 1942  | Kirkenes     | 9 dias   | 6,153      |
|       | Kptlt. Heinrich Timm | 9 Mai 1942  | Kirkenes     | 13 Mai 1942 | Skjomenfjord | 5 dias   |            |
|       | Kptlt. Heinrich Timm | 15 Mai 1942 | Skjomenfjord | 17 Mai 1942 | Trondheim    | 3 dias   |            |
|       | Kptlt. Heinrich Timm | 22 Mai 1942 | Trondheim    | 24 Mai 1942 | Skjomenfjord | 3 dias   |            |
| 2     | Kptlt. Heinrich Timm | 26 Mai 1942 | Skjomenfjord | 29 Mai 1942 | Skjomenfjord | 4 dias   |            |
| 3     | Kptlt. Heinrich Timm | 7 Jun 1942  | Skjomenfjord | 5 Jul 1942  | Harstad      | 29 dias  |            |
| 3     | Kptlt. Heinrich Timm | 6 Jul 1942  | Harstad      | 15 Jul 1942 | Narvik       | 10 dias  | 5,255      |
| 4     | Kptlt. Heinrich Timm | 14 Ago 1942 | Narvik       | 14 Ago 1942 | Harstad      | 1 dia    |            |
| 4     | Kptlt. Heinrich Timm | 15 Ago 1942 | Harstad      | 13 Set 1942 | Neidenfjord  | 30 dias  |            |
| 5     | Kptlt. Heinrich Timm | 14 Set 1942 | Neidenfjord  | 3 Out 1942  | Trondheim    | 20 dias  |            |
| 6     | Kptlt. Heinrich Timm | 14 Fev 1943 | Trondheim    | 1 Mar 1943  | Narvik       | 16 dias  |            |
| 7     | Kptlt. Heinrich Timm | 18 Mar 1943 | Narvik       | 21 Abr 1943 | Narvik       | 35 dias  |            |
|       | Kptlt. Heinrich Timm | 8 Mai 1943  | Narvik       | 10 Mai 1943 | Hammerfest   | 3 dias   |            |
| 8     | Kptlt. Heinrich Timm | 12 Mai 1943 | Hammerfest   | 29 Mai 1943 | Trondheim    | 18 dias  |            |
| 9     | Kptlt. Heinrich Timm | 13 Jun 1943 | Trondheim    | 24 Jun 1943 | Kiel         | 12 dias  |            |
| 10    | Oblt. Franz Säck     | 16 Abr 1945 | Kiel         | 19 Abr 1945 | Afundado     | 4 dias   |            |
| Total | Total                | Total       | Total        | Total       | Total        | 194 dias | 11 408 ton |

### Navios afundados
2 navios afundados num total de 11 408 GRT
| Data        | Comandante    | Nome da Embarcação | Toneladas | Nacionalidade |
| ----------- | ------------- | ------------------ | --------- | ------------- |
| 3 Mai 1942  | Heinrich Timm | Jutland            | 6 153     | Reino Unido   |
| 10 Jul 1942 | Heinrich Timm | El Capitan         | 5 255     | Panamá        |
| Total       | Total         | Total              | 11 408    |               |

## Operações conjuntas de ataque
O U-251 participou das seguinte operações de ataque combinado durante a sua carreira:
- Rudeltaktik Strauchritter (29 de abril de 1942 - 5 de maio de 1942)
- Rudeltaktik Eisteufel (21 de junho de 1942 - 12 de julho de 1942)
- Rudeltaktik Eisbär (27 de março de 1943 - 15 de abril de 1943)